# Olga (livro)
Olga é um livro de Fernando Morais, no estilo jornalismo literário, publicado em 1985 pela Editora Ômega e relançado em 1994 pela Companhia das Letras.

## Sinopse
A obra fala sobre a vida de Olga Benário, jovem militante comunista alemã, de origem judaica, que após participar de uma ação paramilitar audaciosa, na qual libertou seu companheiro de militância e namorado Otto Braun da prisão de Moabit, Alemanha, resultando na fuga de ambos para a União Soviética, envolveu-se com o militar e político comunista brasileiro Luís Carlos Prestes. Ela foi enviada pelo Comintern ao Brasil ao lado de Prestes, para promover a revolução comunista neste país, unindo-se ao recém constituído movimento Aliança Nacional Libertadora (ANL). Na viagem de ida ao Brasil, com falsas identidades, a fachada de casal obrigava Olga e Prestes a intimidades imprevistas e eles acabam se envolvendo emocionalmente. Na chegada, Olga deslumbra-se com o Brasil e prossegue ao lado de Prestes na luta pelos ideais comunistas e contra o governo brasileiro do presidente Getúlio Vargas. Após uma tentativa fracassada de golpe político e mititar, posteriormente denominado Intentona Comunista, ambos acabam presos. Olga então descobre-se grávida de Prestes na prisão, enquanto Prestes perde a patente de capitão e inicia um período de prisão política que durará nove anos. Olga é deportada grávida pelo governo brasileiro do presidente Getúlio Vargas para a Alemanha, que se encontava então sob regime do nazismo. A criança fruto da união de Olga e Prestes, Anita Leocádia Prestes, nasceu em uma prisão na Alemanha, tendo sido posteriormente resgatada pela mãe de Prestes, Leocádia, após uma intensa campanha internacional. Olga morreu em uma câmara de gás do campo de concentração nazista de Bernburg, em abril de 1942, sem saber que Anita estava desde então sã e salva com sua avó Leocádia. Estimou-se em 2005 que na reedição da Companhia das Letras o livro de Morais tinha vendido mais de 170 mil exemplares, sendo considerado um sucesso editorial.
A obra também foi adaptada para o cinema em 2004 pelo cineasta Jayme Monjardim - Olga (filme).